# 神保・稲葉夫人
神保・稲葉夫人（じんぼう・いなばふじん、生年不詳 - 慶長8年（1603年）9月18日）は、戦国時代の女性。織田信秀の娘。はじめ神保氏張に嫁ぎ、後に稲葉貞通の継室となった。

## 生涯
織田信秀の長女とされ、この場合は織田信長の姉となる。『大日本史料』では、信長の妹としている。
最初、（領国を追放されて）京都にいた神保氏張に嫁いでいるが、これは信秀か信長の命令によるものかなど、結婚の経緯は定かではない。天正3年（1575年）に氏張との間に息子の氏長が生まれている。天正6年（1578年）4月、信長は氏張に越中平定のために帰国を命じて、飛騨の姉小路頼綱、北陸を指揮した柴田勝家に協力するように命じている。しかし結局、これに失敗しており、離別を命じられた。
『高岡市史』では、信長が氏張に妹を嫁がせたのを天正9年（1581年）としている。
信長の死後、豊臣秀吉は、美濃国の稲葉貞通にこの後家を嫁がせた。貞通の正室は斎藤道三の娘であったが、この頃には死別していたため、秀吉が継室として嫁がせたという。貞通との間には男子が3人、女子が2人生まれている（貞通の嫡子・典通は前正室の斎藤道三娘との間の息子）。この内の1人は江戸幕府の旗本となった。
貞通との間に、以下の子を儲けた。
- 稲葉忠次郎秀方
- 稲葉通孝
- 稲葉大学某
- 女子 - 織田三吉信秀の室
- 女子 - 柴田勝豊の妻

慶長8年（1603年）9月18日、死去。繁渓永昌大姉と号した。
墓所は、「稲葉家墓」（清水村長良月桂院）。ただし、「繁渓永昌大姉」の後に「天正8年（1580年）9月15日」の銘が続く（慶長8年の誤りか）。『大日本史料』では、葬地は不明とする。

## 生年について
系図では信長の姉とされているが、信長が天文3年（1534年）生まれであるから、信長より年長ならば最初の氏張の息子でさえ42歳以上と当時としてはかなりの高齢出産をしており、さらに貞通に嫁いで5人も生んだのが50歳代となり、当時としては子供を産む年齢としては考えにくく、信長の妹とする説が有力である。
『寛政重修諸家譜』では、お市の方の次に記されている。